# Oasis Beach Tower
L'Oasis Beach Tower est un gratte-ciel de 51 étages construit en 2006 à Dubaï dans le quartier de Dubaï Marina. La hauteur de la tour est de 245 mètres. Elle abrite des résidences. L'Oasis Beach Tower forme avec l'Al Fattan Tower une paire de tours jumelles.